# Edwin Uehara
Edwin Uehara  (上原エドウィン?, Uehara Edowin), precedentemente conosciuto come Edwin Alejandro Uehara Kaneko (Lima, 21 luglio 1969) è un ex calciatore peruviano naturalizzato giapponese.

## Biografia
Proveniente da una famiglia di origini giapponesi, si formò nel Deportivo AELU, dove divenne uno dei giocatori più rappresentativi della squadra che vinse, nel 1987, la seconda divisione peruviana: le sue prestazioni gli valsero anche il trasferimento, nella stagione 1989, nello Sporting Cristal. Nel 1992 iniziò una carriera in Giappone, venendo acquistato dall'Urawa Red Diamonds, appena iscrittosi nella neocostituita J-League: dopo tre stagioni (durante le quali ottenne, nel 1994, la cittadinanza giapponese) si trasferì al Tosu Futures, militante in Japan Football League.
Nel 1997 Uehara fece ritorno in patria: prima del suo ritiro dal calcio giocato, avvenuto nel 2000, militò nel Universitario (vincendo il titolo nazionale nella stagione 1998), nel Melgar e infine nel Deportivo AELU.

## Albo d'oro
- Campionato peruviano: 1

1998
- Segunda División Peruana: 1

1987